# BAFTA de melhor design de produção
O BAFTA de Melhor Design de Produção (no original, em inglês: BAFTA Award for Best Production Design), anteriormente denominado Melhor Direção de Arte, é um dos prêmios atribuídos anualmente aos melhores diretores de arte.

## Vencedores e indicados

### Década de 1960
Melhor Direção de Arte Britânica – Preto e Branco
| Ano  | Filme                                                                | Vencedor          |
| ---- | -------------------------------------------------------------------- | ----------------- |
| 1965 | Dr. Strangelove or: How I Learned to Stop Worrying and Love the Bomb | Ken Adam          |
| 1965 | Guns at Batasi                                                       | Maurice Carter    |
| 1965 | King and Country                                                     | Richard MacDonald |
| 1965 | The Pumpkin Eater                                                    | Edward Marshall   |
| 1966 | Darling                                                              | Ray Simm          |
| 1966 | The Bedford Incident                                                 | Arthur Lawson     |
| 1966 | The Hill                                                             | Herbert Smith     |
| 1966 | Rotten to the Core                                                   | Alex Vetchinsky   |
| 1967 | The Spy Who Came in from the Cold                                    | Tambi Larsen      |
| 1967 | Bunny Lake Is Missing                                                | Donald M. Ashton  |
| 1967 | Georgy Girl                                                          | Tony Woollard     |
| 1967 | Life at the Top                                                      | Edward Marshall   |

Melhor Direção de Arte Britânica – Colorida
| Ano  | Filme                                          | Vencedor           |
| ---- | ---------------------------------------------- | ------------------ |
| 1965 | Becket                                         | John Bryan         |
| 1965 | The Chalk Garden                               | Carmen Dillon      |
| 1965 | Goldfinger                                     | Ken Adam           |
| 1965 | Zulu                                           | Ernest Archer      |
| 1966 | The Ipcress File                               | Ken Adam           |
| 1966 | Lord Jim                                       | Geoffrey Drake     |
| 1966 | Those Magnificent Men in Their Flying Machines | Thomas N. Morahan  |
| 1966 | Thunderball                                    | Ken Adam           |
| 1967 | The Blue Max                                   | Wilfred Shingleton |
| 1967 | Khartoum                                       | John Howell        |
| 1967 | The Quiller Memorandum                         | Maurice Carter     |
| 1967 | The Wrong Box                                  | Ray Simm           |
| 1968 | A Man for All Seasons                          | John Box           |
| 1968 | Accident                                       | Carmen Dillon      |
| 1968 | Blow-Up                                        | Assheton Gorton    |
| 1968 | You Only Live Twice                            | Ken Adam           |

Melhor Direção de Arte
| Ano  | Filme                           | Vencedor(es)                                 |
| ---- | ------------------------------- | -------------------------------------------- |
| 1969 | 2001: A Space Odyssey           | Ernest Archer, Harry Lange e Anthony Masters |
| 1969 | The Charge of the Light Brigade | Edward Marshall                              |
| 1969 | Oliver!                         | John Box                                     |
| 1969 | Romeo and Juliet                | Lorenzo Mongiardino                          |
| 1970 | Oh! What a Lovely War           | Donald M. Ashton                             |
| 1970 | Hello, Dolly!                   | John DeCuir                                  |
| 1970 | Voyna i Mir (War and Peace)     | Mikhail Bogdanov e Gennady Myasnikov         |
| 1970 | Women in Love                   | Luciana Arrighi                              |

### Década de 1970
| Ano  | Filme                             | Vencedor(a)                       |
| ---- | --------------------------------- | --------------------------------- |
| 1971 | Waterloo                          | Mario Garbuglia                   |
| 1971 | Anne of the Thousand Days         | Maurice Carter                    |
| 1971 | Ryan's Daughter                   | Stephen B. Grimes                 |
| 1971 | Scrooge                           | Terence Marsh                     |
| 1972 | Morte a Venezia (Death in Venice) | Ferdinando Scarfiotti             |
| 1972 | The Go-Between                    | Carmen Dillon                     |
| 1972 | Nicholas and Alexandra            | John Box                          |
| 1972 | The Tales of Beatrix Potter       | Christine Edzard                  |
| 1973 | Cabaret                           | Rolf Zehetbauer                   |
| 1973 | A Clockwork Orange                | John Barry                        |
| 1973 | Lady Caroline Lamb                | Carmen Dillon                     |
| 1973 | Young Winston                     | Donald M. Ashton e Geoffrey Drake |
| 1974 | The Hireling                      | Natasha Kroll                     |
| 1974 | England Made Me                   | Tony Woollard                     |
| 1974 | Roma (Fellini's Roma)             | Danilo Donati                     |
| 1974 | Sleuth                            | Ken Adam                          |
| 1975 | The Great Gatsby                  | John Box                          |
| 1975 | Chinatown                         | Richard Sylbert                   |
| 1975 | Murder on the Orient Express      | Tony Walton                       |
| 1975 | The Three Musketeers              | Brian Eatwell                     |
| 1976 | Rollerball                        | John Box                          |
| 1976 | Barry Lyndon                      | Ken Adam                          |
| 1976 | The Day of the Locust             | Richard MacDonald                 |
| 1976 | The Towering Inferno              | William J. Creber                 |

Melhor Design de Produção
| Ano  | Filme                                                | Vencedor                                  |
| ---- | ---------------------------------------------------- | ----------------------------------------- |
| 1977 | Bugsy Malone                                         | Geoffrey Kirkland                         |
| 1977 | All the President's Men                              | George Jenkins                            |
| 1977 | King Kong                                            | Mario Chiari e Dale Hennesy               |
| 1977 | The Slipper and the Rose                             | Raymmond Simm                             |
| 1978 | Il Casanova di Federico Fellini (Fellini's Casanova) | Danilo Donati                             |
| 1978 | A Bridge Too Far                                     | Terence Marsh                             |
| 1978 | The Spy Who Loved Me                                 | Ken Adam                                  |
| 1978 | Valentino                                            | Philip Harrison                           |
| 1979 | Close Encounters of the Third Kind                   | Joe Alves                                 |
| 1979 | Julia                                                | Gene Callahan, Carmen Dillon e Willy Holt |
| 1979 | Star Wars                                            | John Barry                                |
| 1979 | Superman                                             | John Barry                                |
| 1980 | Alien                                                | Michael Seymour                           |
| 1980 | Apocalypse Now                                       | Dean Tavoularis                           |
| 1980 | The Europeans                                        | Jeremiah Rusconi                          |
| 1980 | Yanks                                                | Brian Morris                              |

### Década de 1980
| Ano  | Filme                                             | Vencedor(a)                          |
| ---- | ------------------------------------------------- | ------------------------------------ |
| 1981 | The Elephant Man                                  | Stuart Craig                         |
| 1981 | All That Jazz                                     | Philip Rosenberg                     |
| 1981 | The Empire Strikes Back                           | Norman Reynolds                      |
| 1981 | Flash Gordon                                      | Danilo Donati                        |
| 1982 | Raiders of the Lost Ark                           | Norman Reynolds                      |
| 1982 | Chariots of Fire                                  | Roger Hall                           |
| 1982 | The French Lieutenant's Woman                     | Assheton Gorton                      |
| 1982 | Tess                                              | Pierre Guffroy                       |
| 1983 | Blade Runner                                      | Lawrence G. Paull                    |
| 1983 | E.T. the Extra-Terrestrial                        | James D. Bissell                     |
| 1983 | Gandhi                                            | Stuart Craig                         |
| 1983 | Reds                                              | Richard Sylbert                      |
| 1984 | La Traviata                                       | Gianni Quaranta e Franco Zeffirelli  |
| 1984 | Heat and Dust                                     | Wilfred Shingleton                   |
| 1984 | Return of the Jedi                                | Norman Reynolds                      |
| 1984 | WarGames                                          | Angelo P. Graham                     |
| 1985 | The Killing Fields                                | Roy Walker                           |
| 1985 | 1984                                              | Allan Cameron                        |
| 1985 | The Company of Wolves                             | Anton Furst                          |
| 1985 | Greystoke: The Legend of Tarzan, Lord of the Apes | Stuart Craig                         |
| 1986 | Brazil                                            | Norman Garwood                       |
| 1986 | Amadeus                                           | Patrizia von Brandenstein            |
| 1986 | Back to the Future                                | Lawrence G. Paull                    |
| 1986 | A Passage to India                                | John Box                             |
| 1987 | A Room with a View                                | Brian Ackland-Snow e Gianni Quaranta |
| 1987 | Aliens                                            | Peter Lamont                         |
| 1987 | The Mission                                       | Stuart Craig                         |
| 1987 | Ran                                               | Shinobu Muraki e Yoshirō Muraki      |
| 1988 | Radio Days                                        | Santo Loquasto                       |
| 1988 | Hope and Glory                                    | Anthony D. G. Pratt                  |
| 1988 | Jean de Florette                                  | Bernard Vézat                        |
| 1988 | The Untouchables                                  | William A. Elliott                   |
| 1989 | Tucker: The Man and His Dream                     | Dean Tavoularis                      |
| 1989 | Empire of the Sun                                 | Norman Reynolds                      |
| 1989 | The Last Emperor                                  | Ferdinando Scarfiotti                |
| 1989 | Who Framed Roger Rabbit                           | Elliot Scott                         |
| 1990 | The Adventures of Baron Munchausen                | Dante Ferretti                       |
| 1990 | Batman                                            | Anton Furst                          |
| 1990 | Dangerous Liaisons                                | Stuart Craig                         |
| 1990 | Henry V                                           | Tim Harvey                           |

### Década de 1990
| Ano  | Filme                                            | Vencedor(es)                 |
| ---- | ------------------------------------------------ | ---------------------------- |
| 1991 | Dick Tracy                                       | Richard Sylbert              |
| 1991 | Nuovo Cinema Paradiso                            | Andrea Crisanti              |
| 1991 | The Hunt for Red October                         | Terence Marsh                |
| 1991 | The Sheltering Sky                               | Gianni Silvestri             |
| 1992 | Edward Scissorhands                              | Bo Welch                     |
| 1992 | The Addams Family                                | Richard MacDonald            |
| 1992 | Cyrano de Bergerac                               | Ezio Frigerio                |
| 1992 | Terminator 2: Judgment Day                       | Joseph C. Nemec III          |
| 1993 | Strictly Ballroom                                | Catherine Martin             |
| 1993 | Chaplin                                          | Stuart Craig                 |
| 1993 | Howards End                                      | Luciana Arrighi              |
| 1993 | The Last of the Mohicans                         | Wolf Kroeger                 |
| 1994 | The Piano                                        | Andrew McAlpine              |
| 1994 | The Age of Innocence                             | Dante Ferretti               |
| 1994 | Bram Stoker's Dracula                            | Thomas E. Sanders            |
| 1994 | Schindler's List                                 | Allan Starski                |
| 1995 | Interview with the Vampire                       | Dante Ferretti               |
| 1995 | The Adventures of Priscilla, Queen of the Desert | Colin Gibson e Owen Paterson |
| 1995 | Mary Shelley's Frankenstein                      | Tim Harvey                   |
| 1995 | The Mask                                         | Craig Stearns                |
| 1996 | Apollo 13                                        | Michael Corenblith           |
| 1996 | Braveheart                                       | Thomas E. Sanders            |
| 1996 | The Madness of King George                       | Ken Adam                     |
| 1996 | Sense and Sensibility                            | Luciana Arrighi              |
| 1997 | Richard III                                      | Tony Burrough                |
| 1997 | The English Patient                              | Stuart Craig                 |
| 1997 | Evita                                            | Brian Morris                 |
| 1997 | Hamlet                                           | Tim Harvey                   |
| 1998 | Romeo + Juliet                                   | Catherine Martin             |
| 1998 | L.A. Confidential                                | Jeannine Oppewall            |
| 1998 | Mrs Brown                                        | Martin Childs                |
| 1998 | Titanic                                          | Peter Lamont                 |
| 1999 | The Truman Show                                  | Dennis Gassner               |
| 1999 | Elizabeth                                        | John Myhre                   |
| 1999 | Saving Private Ryan                              | Thomas E. Sanders            |
| 1999 | Shakespeare in Love                              | Martin Childs                |
| 2000 | Sleepy Hollow                                    | Rick Heinrichs               |
| 2000 | American Beauty                                  | Naomi Shohan                 |
| 2000 | Angela's Ashes                                   | Geoffrey Kirkland            |
| 2000 | The End of the Affair                            | Anthony D. G. Pratt          |
| 2000 | The Matrix                                       | Owen Paterson                |

### Década de 2000
| Ano  | Filme                                             | Vencedor(a)                                     |
| ---- | ------------------------------------------------- | ----------------------------------------------- |
| 2001 | Gladiator                                         | Arthur Max                                      |
| 2001 | Chocolat                                          | David Gropman                                   |
| 2001 | Wo hu cang long (Crouching Tiger, Hidden Dragon)  | Timmy Yip                                       |
| 2001 | O Brother, Where Art Thou?                        | Dennis Gassner                                  |
| 2001 | Quills                                            | Martin Childs                                   |
| 2002 | Le fabuleux destin d'Amélie Poulain               | Aline Bonetto                                   |
| 2002 | Gosford Park                                      | Stephen Altman                                  |
| 2002 | Harry Potter and the Philosopher's Stone          | Stuart Craig                                    |
| 2002 | The Lord of the Rings: The Fellowship of the Ring | Grant Major                                     |
| 2002 | Moulin Rouge!                                     | Catherine Martin                                |
| 2003 | Road to Perdition                                 | Dennis Gassner                                  |
| 2003 | Chicago                                           | John Myhre                                      |
| 2003 | Gangs of New York                                 | Dante Ferretti                                  |
| 2003 | Harry Potter and the Chamber of Secrets           | Stuart Craig                                    |
| 2003 | The Lord of the Rings: The Two Towers             | Grant Major                                     |
| 2004 | Master and Commander: The Far Side of the World   | William Sandell                                 |
| 2004 | Big Fish                                          | Dennis Gassner                                  |
| 2004 | Cold Mountain                                     | Dante Ferretti                                  |
| 2004 | Girl with a Pearl Earring                         | Ben Van Os                                      |
| 2004 | The Lord of the Rings: The Return of the King     | Grant Major                                     |
| 2005 | The Aviator                                       | Dante Ferretti                                  |
| 2005 | Finding Neverland                                 | Gemma Jackson                                   |
| 2005 | Harry Potter and the Prisoner of Azkaban          | Stuart Craig                                    |
| 2005 | Shi mian mai fu (House of Flying Daggers)         | Huo Tingxiao                                    |
| 2005 | Vera Drake                                        | Eve Stewart                                     |
| 2006 | Harry Potter and the Goblet of Fire               | Stuart Craig                                    |
| 2006 | Batman Begins                                     | Nathan Crowley                                  |
| 2006 | Charlie and the Chocolate Factory                 | Alex McDowell                                   |
| 2006 | King Kong                                         | Grant Major                                     |
| 2006 | Memoirs of a Geisha                               | John Myhre                                      |
| 2007 | Children of Men                                   | Jim Clay, Geoffrey Kirkland e Jennifer Williams |
| 2007 | Casino Royale                                     | Peter Lamont, Lee Sandales e Simon Wakefield    |
| 2007 | Marie Antoinette                                  | K. K. Barrett e Véronique Melery                |
| 2007 | El laberinto del fauno (Pan's Labyrinth)          | Eugenio Caballero e Pilar Revuelta              |
| 2007 | Pirates of the Caribbean: Dead Man's Chest        | Cheryl Carasik e Rick Heinrichs                 |
| 2008 | Atonement                                         | Sarah Greenwood e Katie Spencer                 |
| 2008 | Elizabeth: The Golden Age                         | Guy Hendrix Dyas e Richard Roberts              |
| 2008 | Harry Potter and the Order of the Phoenix         | Stuart Craig e Stephenie McMillan               |
| 2008 | La môme (La Vie en Rose)                          | Olivier Raoux e Stanislas Reydellet             |
| 2008 | There Will Be Blood                               | Jim Erickson e Jack Fisk                        |
| 2009 | The Curious Case of Benjamin Button               | Donald Graham Burt e Victor J. Zolfo            |
| 2009 | Changeling                                        | Gary Fettis e James J. Murakami                 |
| 2009 | The Dark Knight                                   | Nathan Crowley e Peter Lando                    |
| 2009 | Revolutionary Road                                | Debra Schutt e Kristi Zea                       |
| 2009 | Slumdog Millionaire                               | Michelle Day e Mark Digby                       |
| 2010 | Avatar                                            | Rick Carter, Robert Stromberg e Kim Sinclair    |
| 2010 | District 9                                        | Philip Ivey e Guy Potgieter                     |
| 2010 | Harry Potter and the Half-Blood Prince            | Stuart Craig e Stephenie McMillan               |
| 2010 | The Imaginarium of Doctor Parnassus               | Dave Warren, Anastasia Masaro e Caroline Smith  |
| 2010 | Inglourious Basterds                              | David e Sandy Reynolds-Wasco                    |

### Década de 2010
| Ano  | Filme                                         | Vencedores                                         |
| ---- | --------------------------------------------- | -------------------------------------------------- |
| 2011 | Inception                                     | Guy Hendrix Dyas, Larry Dias e Doug Mowat          |
| 2011 | Alice in Wonderland                           | Robert Stromberg e Karen O'Hara                    |
| 2011 | Black Swan                                    | Thérèse DePrez e Tora Peterson                     |
| 2011 | The King's Speech                             | Eve Stewart e Judy Farr                            |
| 2011 | True Grit                                     | Jess Gonchor e Nancy Haigh                         |
| 2012 | Hugo                                          | Dante Ferretti e Francesca Lo Schiavo              |
| 2012 | The Artist                                    | Laurence Bennett e Robert Gould                    |
| 2012 | Harry Potter and the Deathly Hallows – Part 2 | Stuart Craig e Stephenie McMillan                  |
| 2012 | Tinker Tailor Soldier Spy                     | Maria Djurkovic e Tatiana MacDonald                |
| 2012 | War Horse                                     | Rick Carter e Lee Sandales                         |
| 2013 | Les Misérables                                | Eve Stewart e Anna Lynch-Robinson                  |
| 2013 | Anna Karenina                                 | Sarah Greenwood e Katie Spencer                    |
| 2013 | Life of Pi                                    | David Gropman e Anna Pinnock                       |
| 2013 | Lincoln                                       | Rick Carter e Jim Erickson                         |
| 2013 | Skyfall                                       | Dennis Gassner e Anna Pinnock                      |
| 2014 | The Great Gatsby                              | Catherine Martin e Beverley Dunn                   |
| 2014 | 12 Years a Slave                              | Adam Stockhausen e Alice Baker                     |
| 2014 | American Hustle                               | Judy Becker e Heather Loeffler                     |
| 2014 | Behind the Candelabra                         | Howard Cummings e Barbara Munch-Cameron            |
| 2014 | Gravity                                       | Andy Nicholson, Rosie Goodwin e Joanne Woollard    |
| 2015 | The Grand Budapest Hotel                      | Adam Stockhausen e Anna Pinnock                    |
| 2015 | Big Eyes                                      | Rick Heinrichs e Shane Vieau                       |
| 2015 | The Imitation Game                            | Maria Djurkovic e Tatiana MacDonald                |
| 2015 | Interstellar                                  | Nathan Crowley e Gary Fettis                       |
| 2015 | Mr. Turner                                    | Suzie Davies e Charlotte Watts                     |
| 2016 | Mad Max: Fury Road                            | Colin Gibson e Lisa Thompson                       |
| 2016 | Bridge of Spies                               | Rena DeAngelo, Adam Stockhausen e Bernhard Henrich |
| 2016 | Carol                                         | Judy Becker e Heather Loeffler                     |
| 2016 | The Martian                                   | Celia Bobak e Arthur Max                           |
| 2016 | Star Wars: Episode VII — The Force Awakens    | Rick Carter, Darren Gilford e Lee Sandales         |
| 2017 | Fantastic Beasts and Where to Find Them       | Stuart Craig e Anna Pinnock                        |
| 2017 | Doctor Strange                                | John Bush e Charles Wood                           |
| 2017 | Hail, Caesar!                                 | Jess Gonchor e Nancy Haigh                         |
| 2017 | La La Land                                    | David e Sandy Reynolds-Wasco                       |
| 2017 | Nocturnal Animals                             | Shane Valentino e Meg Everist                      |
| 2018 | The Shape of Water                            | Paul Denham Austerberry, Jeff Melvin e Shane Vieau |
| 2018 | Beauty and the Beast                          | Sarah Greenwood e Katie Spencer                    |
| 2018 | Blade Runner 2049                             | Dennis Gassner e Alessandra Querzola               |
| 2018 | Darkest Hour                                  | Sarah Greenwood e Katie Spencer                    |
| 2018 | Dunkirk                                       | Nathan Crowley e Gary Fettis                       |
| 2019 | The Favourite                                 | Fiona Crombie e Alice Felton                       |
| 2019 | Fantastic Beasts: The Crimes of Grindelwald   | Stuart Craig e Anna Pinnock                        |
| 2019 | First Man                                     | Nathan Crowley e Kathy Lucas                       |
| 2019 | Mary Poppins Returns                          | John Myhre e Gordon Sim                            |
| 2019 | Roma                                          | Eugenio Caballero e Bárbara Enríquez               |
| 2020 | 1917                                          | Dennis Gassner e Lee Sandales                      |
| 2020 | The Irishman                                  | Bob Shaw e Regina Graves                           |
| 2020 | Jojo Rabbit                                   | Ra Vincent e Nora Sopková                          |
| 2020 | Joker                                         | Mark Friedberg e Kris Moran                        |
| 2020 | Once Upon a Time in Hollywood                 | Barbara Ling e Nancy Haigh                         |

### Década de 2020
| Ano  | Filme                          | Vencedores                                      |
| ---- | ------------------------------ | ----------------------------------------------- |
| 2021 | Mank                           | Donald Graham Burt e Jan Pascale                |
| 2021 | The Dig                        | Maria Djurkovic e Tatiana MacDonald             |
| 2021 | The Father                     | Peter Francis e Cathy Featherstone              |
| 2021 | Rebecca                        | Sarah Greenwood e Katie Spencer                 |
| 2021 | News of the World              | David Crank e Elizabeth Keenan                  |
| 2022 | Dune                           | Patrice Vermette e Zsuzsanna Sipos              |
| 2022 | Cyrano                         | Sarah Greenwood e Katie Spencer                 |
| 2022 | The French Dispatch            | Adam Stockhausen e Rena DeAngelo                |
| 2022 | West Side Story                | Adam Stockhausen e Rena DeAngelo                |
| 2022 | Nightmare Alley                | Tamara Deverell e Shane Vieau                   |
| 2023 | Elvis                          | Catherine Martin, Karen Murphy e Beverley Dunn  |
| 2023 | Im Westen nichts Neues         | Christian M. Goldbeck e Ernestine Hipper        |
| 2023 | Babylon                        | Florencia Martin e Anthony Carlino              |
| 2023 | The Batman                     | James Chinlund e Lee Sandales                   |
| 2023 | Guillermo del Toro's Pinocchio | Curt Enderle e Guy Davis                        |
| 2024 | Poor Things                    | Shona Heath, James Price e Zsuzsa Mihalek       |
| 2024 | Barbie                         | Sarah Greenwood e Katie Spencer                 |
| 2024 | The Zone of Interest           | Chris Oddy, Joanna Maria Kuś e Katarzyna Sikora |
| 2024 | Oppenheimer                    | Ruth De Jong e Claire Kaufman                   |
| 2024 | Killers of the Flower Moon     | Jack Fisk e Adam Willis                         |
| 2025 | Wicked                         | Nathan Crowley e Lee Sandales                   |
| 2025 | Conclave                       | Suzie Davis e Cynthia Sleiter                   |
| 2025 | Nosferatu                      | Craig Lathrop                                   |
| 2025 | The Brutalist                  | Judy Becker e Patricia Cuccia                   |
| 2025 | Dune: Part Two                 | Patrice Vermette e Shane Vieau                  |